# 瓦尔堡 (下莱茵省)
瓦尔堡（法語：Walbourg，法語發音：[valbuʁ] ⓘ）是法国下莱茵省的一个市镇，属于阿格诺-维桑堡区。

## 地理
瓦尔堡（48°53'12"N, 7°47'22"E）面积5.33 平方千米，位于法国大東部大區下莱茵省，该省份为法国大陆部分最东部的省份，是阿尔萨斯的一部分，今与上莱茵省组成了阿尔萨斯欧洲集体，其南至上莱茵省，西南接孚日省和默尔特-摩泽尔省，西接摩泽尔省，北与德国接壤，东侧沿莱茵河与德国相望。
与瓦尔堡接壤的市镇（或旧市镇、城区）包括：比布利赛姆、迪伦巴克、埃什巴克、阿格诺、埃热内。
瓦尔堡的时区为UTC+01:00、UTC+02:00（夏令时）。

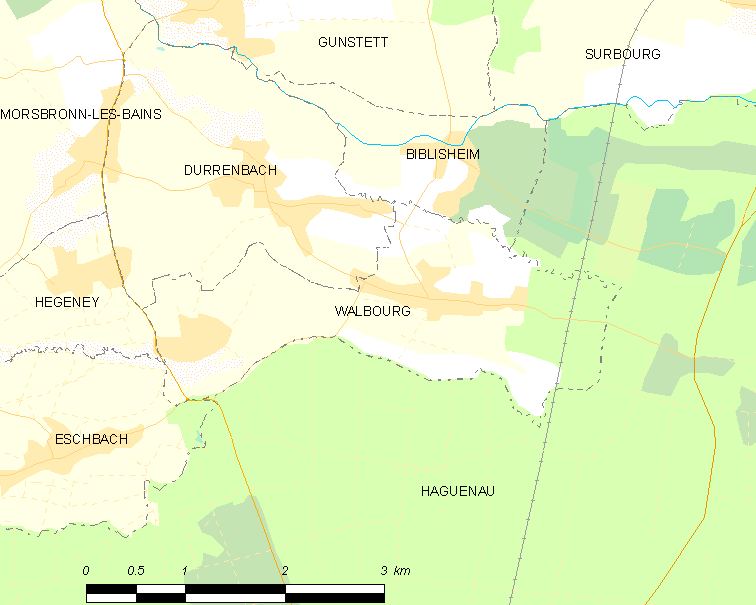
瓦尔堡的OSM定位图

## 行政
瓦尔堡的邮政编码为67360，INSEE市镇编码为67511。

## 政治
瓦尔堡所属的省级选区为賴什索芬縣。

## 人口

1962-2008年间瓦尔堡人口变化图示

瓦尔堡于2022年1月1日时的人口数量为926人。